# Al Boraq

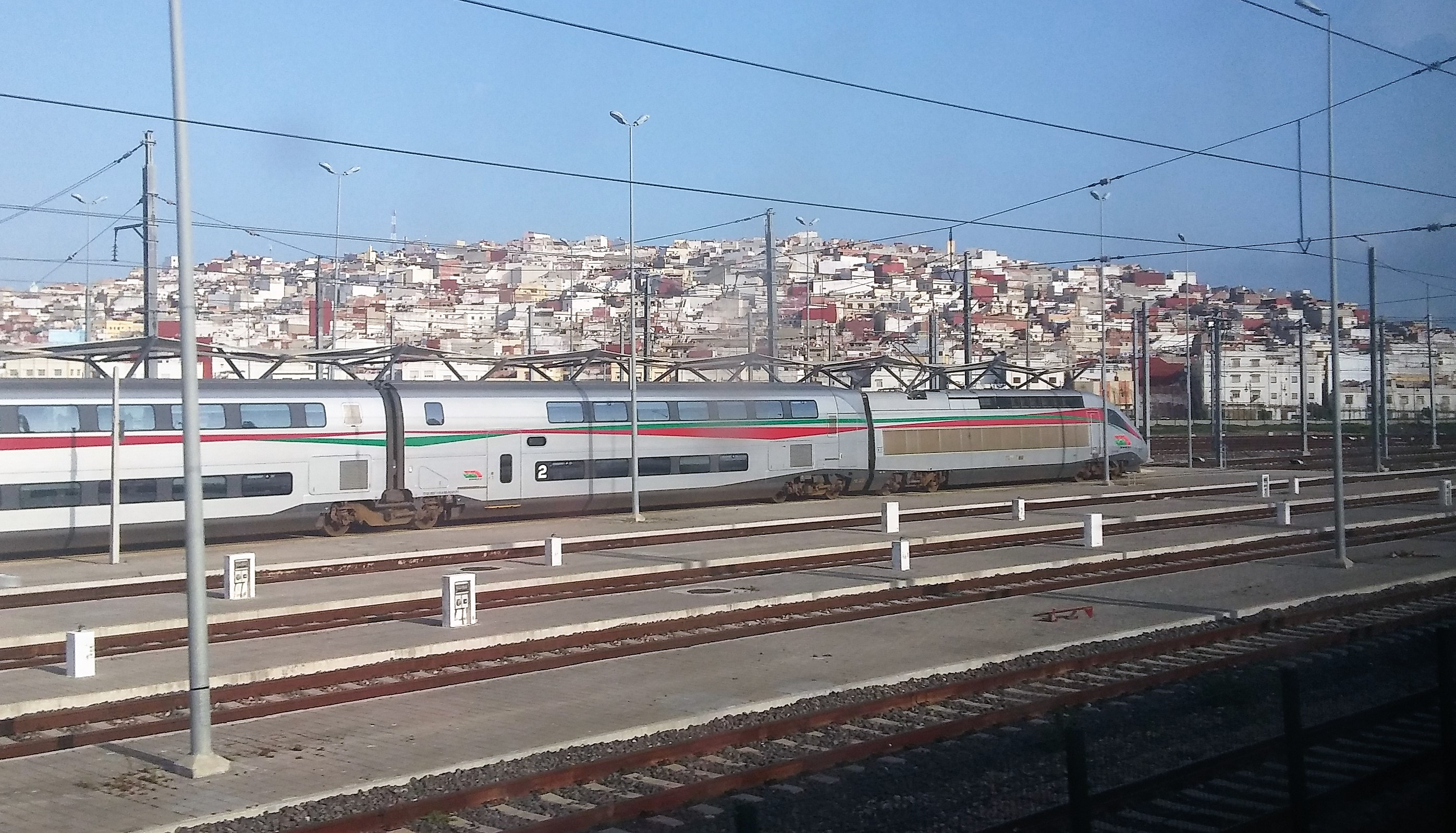
Al Boraq vor der Kulisse von Tanger.

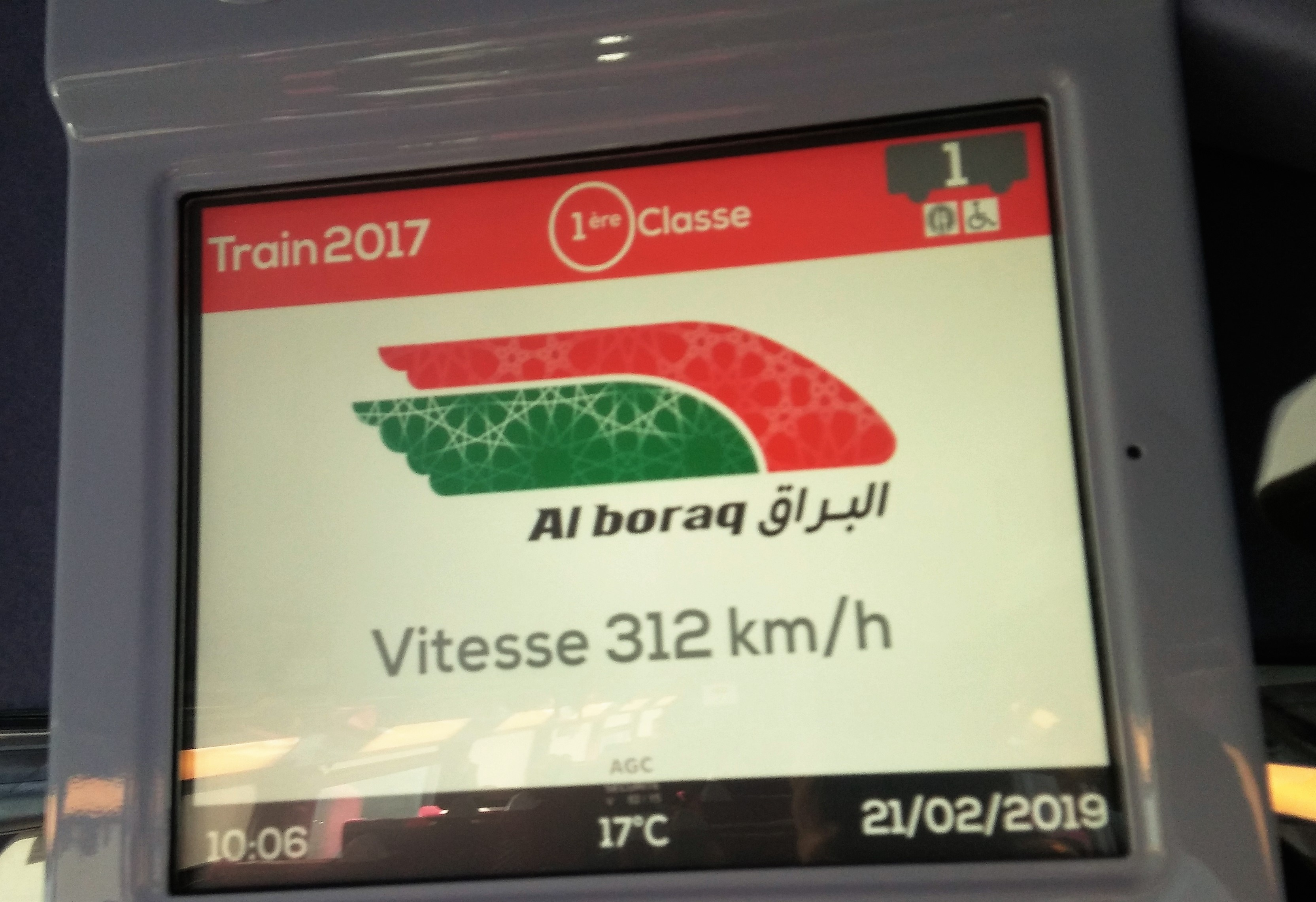
Auf vielen Streckenabschnitten hat Al Boraq sein Geschwindigkeitsversprechen bereits eingelöst.

Al Boraq (البراق, DMG al-burāq) ist eine Marke und Zuggattung der marokkanischen Staatsbahn ONCF für den Eisenbahn-Hochgeschwindigkeitsverkehr. Die ONCF führte die Marke mit der Eröffnung der Schnellfahrstrecke zwischen Tanger und Kénitra am 15. November 2018 ein, seitdem fahren täglich TGV-Duplex-Züge unter dieser Marke zwischen den Bahnhöfen Casa-Voyageurs (Casablanca) und Tanger-Ville (Tanger).

## Namensgebung und Logo
Der Name „Al Boraq“ stammt vom gleichnamigen weißen, pferdeähnlichen Fabelwesen aus dem Koran, auf dem nach der Überlieferung der Prophet Mohammed während einer Nacht von der Erde zum Himmel und zurück flog. Der Name, angeblich von König Mohammed VI. selbst vergeben, wurde im Juli 2018 bekannt gegeben.
Das Logo zeigt zwei stilisierte Zugköpfe in rot und grün, beide mit Pentagrammen versehen und mit angedeuteten Flügel-Enden. Sowohl die Farben als auch die Pentagramme sind Analogien zur marokkanischen Flagge.

## Charakteristika

Al-Boraq-Lounge im Bahnhof Casa Voyageurs

Die Marke und Zuggattung Al Boraq bezeichnet Hochgeschwindigkeitszüge, die die ONCF seit November 2018 zwischen Tanger und Casablanca betreibt. Sie halten nur an einer minimalen Zahl von wenigen, zentralen Bahnhöfen – zwischen Tanger und Casablanca nur in Kénitra (Bahnhof Kenitra) und Rabat (Bahnhof Rabat Agdal). Im Normalbetrieb fahren die Züge auf der Schnellfahrstrecke 320 km/h. In den Zügen gibt es ein gastronomisches Angebot, des Weiteren werden kostenfreies WLAN und Steckdosen angeboten.
Die ONCF bietet in den Zügen zwei Wagenklassen – Première Classe und Deuxième classe – an, für die drei Typen von Fahrkarten verkauft werden: Flexible Fahrkarten (tarif flexible), semi-flexible Fahrkarten (tarife semi-flexible) und fixe Sonderangebote (tarif promotionnel non flexible). Der Preis hängt des Weiteren nicht nur vom Tarif, sondern auch von der Tageszeit (hors pointe, standard, pointe) und der Vorkaufszeit ab. Zusätzliche Rabatte werden mit Jugend-, Studierenden- und Seniorenkarten gewährt. Für Kinder unter 15 Jahren gibt es einen Fixpreis, Kinder unter 4 Jahren fahren kostenlos.

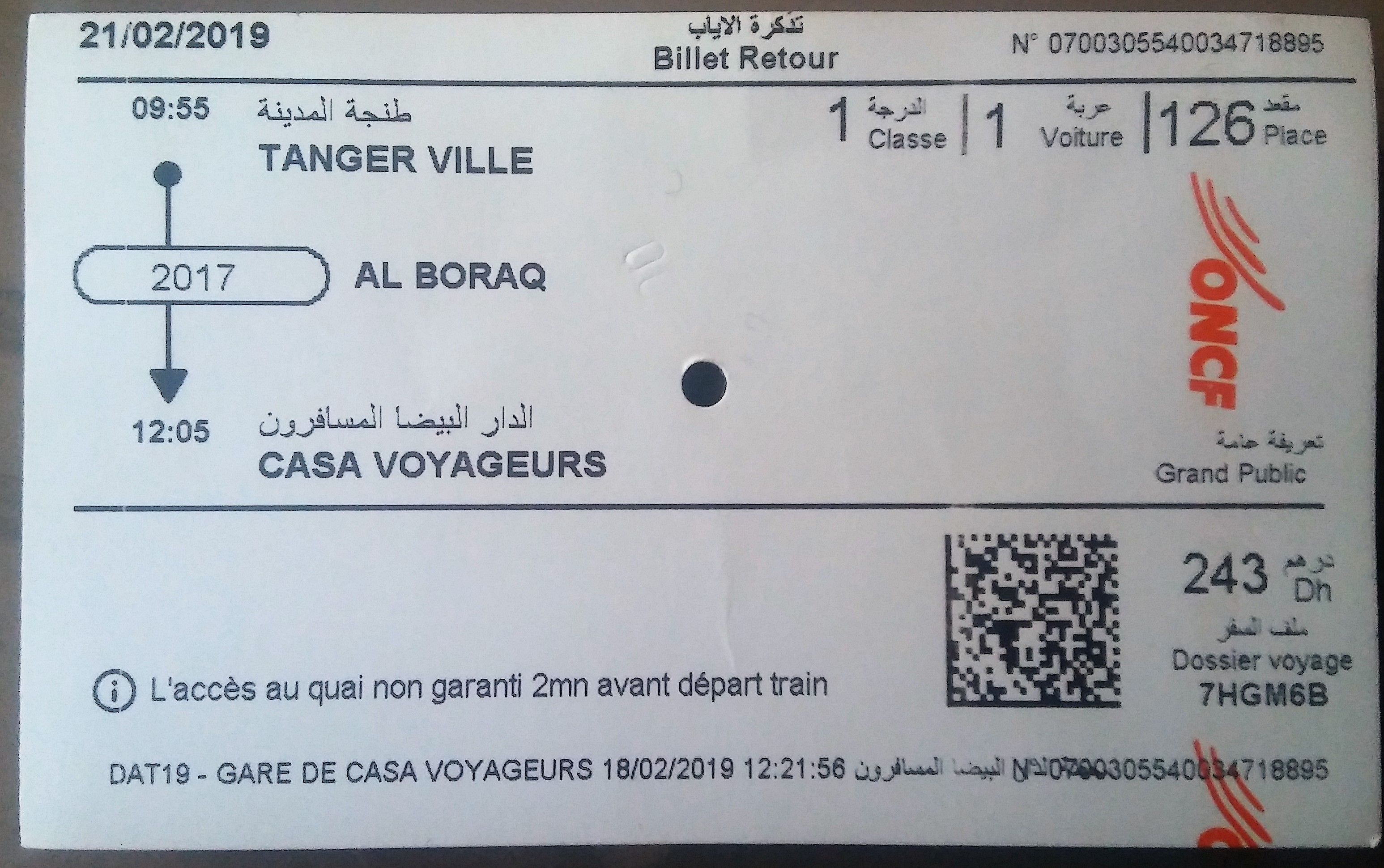
Fahrkarte für den Al Boraq.

Fahrkarten werden sowohl online wie auch an Bahnhöfen verkauft. Es gibt keine Reservierungspflicht. Fahrgäste mit Fahrkarten der ersten Klasse können an den vier Bahnhöfen, an denen Al Boraq-Züge halten, die „Al Boraq Lounge“ besuchen, und dort kostenfreie Speisen und Getränke zu sich nehmen.

## Betrieb
Al Boraq-Züge verkehren derzeit ausschließlich zwischen den Städten Casablanca und Tanger mit Unterwegshalten in Kénitra und Rabat; sie benutzen zwischen Kenitra und Tanger die 2018 eröffnete Schnellfahrstrecke LGV Tanger–Kenitra. Seit der Eröffnung werden zunächst neun durchgehende Verbindungen zwischen Tanger und Casablanca pro Richtung angeboten, die ersten Züge verlassen jeweils gegen 6 Uhr Tanger bzw. Casablanca und erreichen ihr Ziel gegen 8 Uhr. Die letzten Züge beginnen ihre Fahrt gegen 21 Uhr und erreichen gegen 23 Uhr ihren Zielbahnhof. Nicht alle durchgehenden Züge zwischen Tanger und Casablanca halten am Bahnhof Kenitra, dafür gibt es einzelne Züge, die zwischen Kenitra und Tanger pendeln.
| Bahnhof        | Vor Neubau | aktuell    | geplant    |
| -------------- | ---------- | ---------- | ---------- |
| Kenitra        | 3 h 05 min | 50 min     | 40 min     |
| Rabat Agdal    | 3 h 45 min | 1 h 20 min | 60 min     |
| Casa-Voyageurs | 4 h 45 min | 2 h 10 min | 1 h 30 min |

## Fahrzeuge

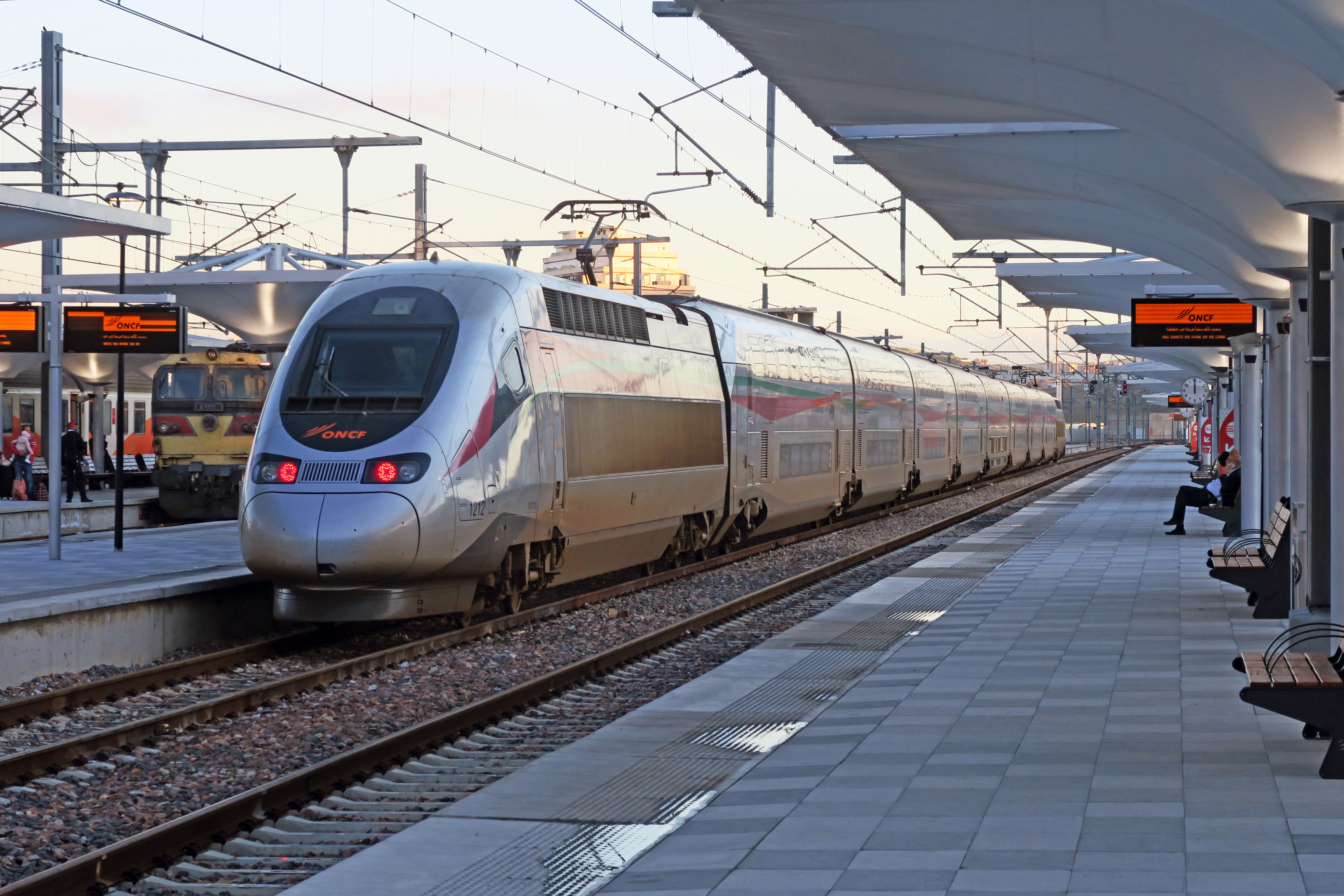
Al-Boraq-Zug am Bahnhof Tanger Ville (November 2018)

Bisher werden Al Boraq-Züge ausschließlich mit einem Fahrzeugtyp gefahren: Die ONCF bestellte für 400 Millionen Euro beim französischen Schienenfahrzeugproduzenten Alstom für den neuen Hochgeschwindigkeitsverkehr vierzehn achtteilige, doppelstöckige Züge des Typs Euroduplex. Die Züge, die den jüngsten Océane-Zügen für die Strecke Paris-Bordeaux entsprechen, sind mehrstromfähig (25 kV und 3 kV), da sie zwischen Kenitra und Casablanca von der Schnellfahrstrecke auf die konventionelle Strecke wechseln. Im Prinzip könnten die Züge daher auch im weiteren marokkanischen Eisenbahnnetz verkehren. Des Weiteren sind die Züge besonders an die marokkanischen Witterungsbedingungen angepasst. Sie sind mit verstärkten Klimaanlagen sowie Sand- und Staubfiltern ausgestattet.
Anfang 2019 waren zwölf Züge ausgeliefert, von denen jeweils zehn täglich eingesetzt werden. Jeder Zug weist 553 Sitzplätze in zwei Wagenklassen auf. Die zweite Klasse ist mit zwei Sitzen pro Seite, die erste mit einem bzw. zwei Sitzen bestuhlt. Des Weiteren gibt es einen als „Espace famille“ bezeichneten Familienbereich.